# Hyles annellata
Hyles annellata är en fjärilsart som beskrevs av Adolf G. Closs 1915. Hyles annellata ingår i släktet Hyles och familjen svärmare. Inga underarter finns listade i Catalogue of Life.